# Вилкомирская, Ванда
Ванда Альфреда Йоанна Вилкомирская (пол. Wanda Alfreda Joanna Wiłkomirska; 11 января 1929, Варшава — 1 мая 2018, Мельбурн) — польская скрипачка, композитор и музыкальный педагог.

## Биография
Дочь скрипача Альфреда Вилкомирского и пианистки Двойры (Дороты Людвики) Темкиной (1901—1986) из еврейской купеческой семьи из Калиша, сводная сестра Казимежа Вилкомирского. Начала заниматься музыкой со своим отцом. Окончила Высшую музыкальную школу в Лодзи у Ирены Дубиской (1947), ещё студенткой играла вторую скрипку в созданном Дубиской Квартете имени Шимановского. В дальнейшем совершенствовала своё мастерство в Будапештской музыкальной академии у Эде Затурецкого, в Варшаве у Тадеуша Вронского и Евгении Уминской, в Париже у Генрика Шеринга. На рубеже 1940-1950-х годов завоёвывала высокие места на различных международных конкурсах (в частности, второе место на Втором Международном конкурсе имени Венявского, 1952). С 1959 год была солисткой Варшавской филармонии, с 1961 год широко гастролировала по Европе и Америке. Выступала также в составе семейного Трио Вилкомирских, с братом Казимежем и сестрой Марией.
Играла в камерных ансамблях с такими известными музыкантами, как Марта Аргерих, Гидон Кремер, Миша Майский, Даниэль Баренбойм. Гастролировала в более чем 50-ти странах мира, выступала с многими симфоническими оркестрами под руководством таких дирижёров, как Отто Клемперер, Леонард Бернстайн, Курт Мазур, Пьер Булез, Зубин Мета, сэр Джон Барбиролли, Карло Джулиани, Вольфганг Заваллиш, Ойген Йохум и других. Была первой исполнительницей многих произведений польских композиторов, в том числе Кшиштофа Пендерецкого, Тадеуш Берд.
В 1981 году после объявления в Польше военного положения эмигрировала из страны, с 1983 по 2018 год профессор Высшей школы музыки в Мангейме, с 1999 по 2018 год Сиднейской консерватории, с 2001 по 2018 год Австралийской национальной музыкальной академии в Мельбурне.

## Личная жизнь
Была женой известного польского политика и журналиста Мечислава Раковского.